# PV Cephei

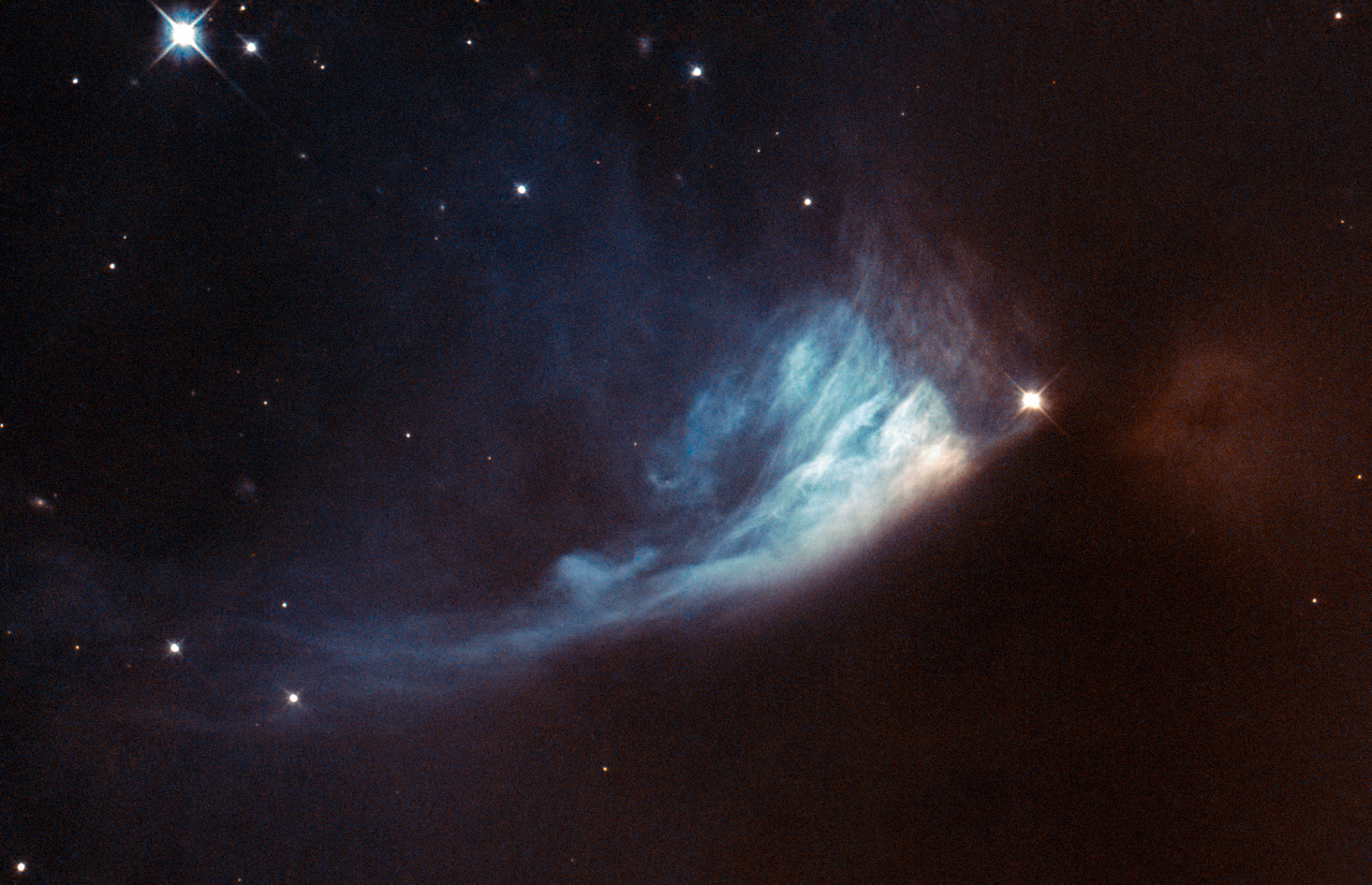
PV Cephei är ljuspunkten som ligger vid kanten av Gyulbudaghians nebulosa
Foto: ESA / Hubble & NASA. Erkännande: Alexey Romashin

PV Cephei är en ensam stjärna i den mellersta delen av stjärnbilden Cepheus. Den har en skenbar magnitud av ca 14,58 – 18,08 och kräver ett teleskop för att kunna observeras. Baserat på parallax enligt Gaia Data Release 2 på ca 2,9 mas, beräknas den befinna sig på ett avstånd på ca 1 120 ljusår (ca 344 parsek) från solen.  

## Egenskaper
PV Cephei är en blå till vit stjärna i huvudserien av spektralklass A5 Ve. Den har en massa som är ca 2,6 solmassor, en radie som är ca 2,9 solradier och har ungefär samma som solens utstrålning av energi från dess fotosfär vid en effektiv temperatur av ca 8 200 K.

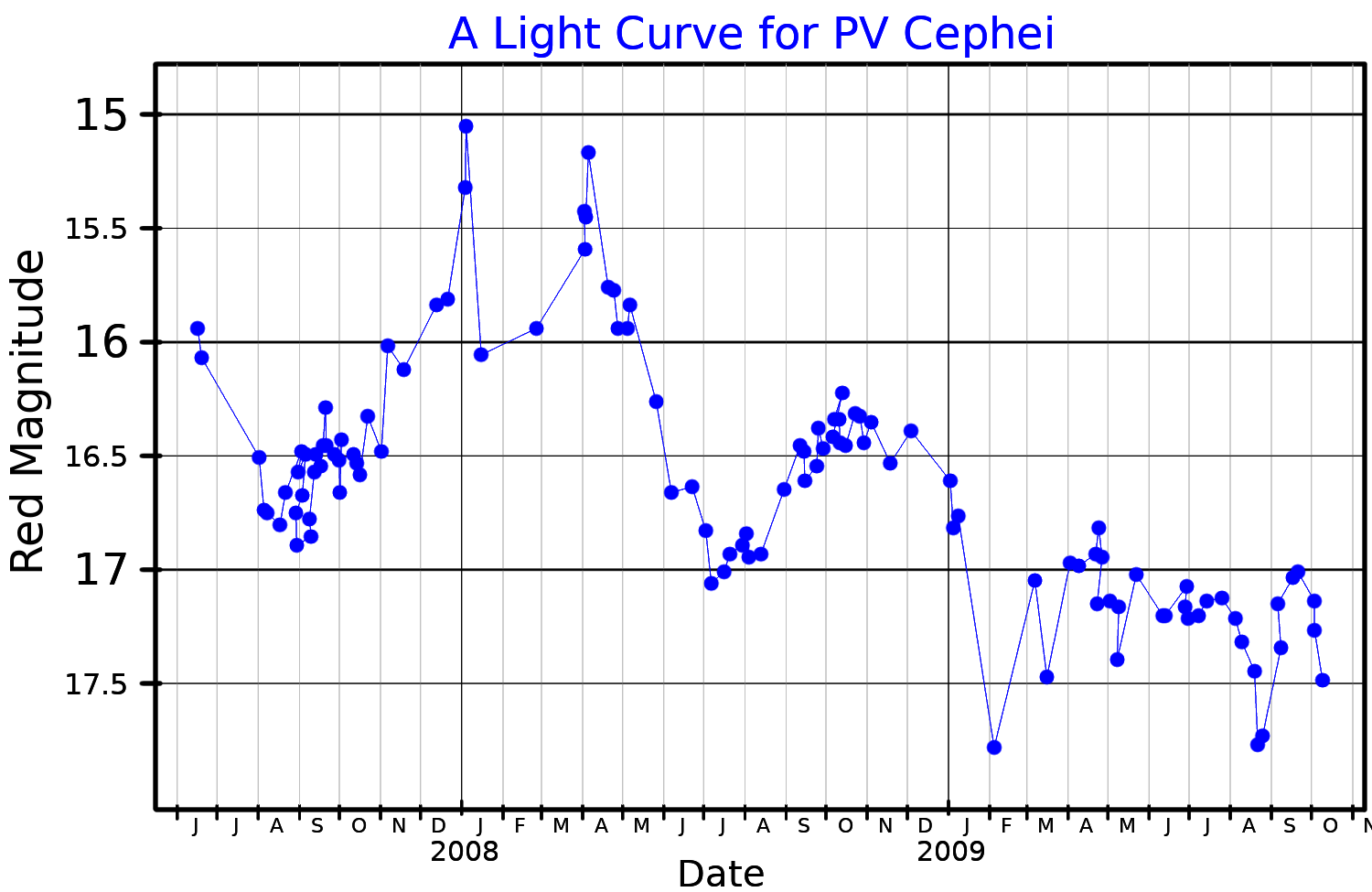
En ljuskurva i röda bandet för PV Cephei, anpassad från Lorenzetti et. al.